# Copa Chile
A Copa Chile é uma competição organizada pela Asociación Nacional de Fútbol Profesional (ANFP), entidade pertencente à Federação de Futebol do Chile.

## História

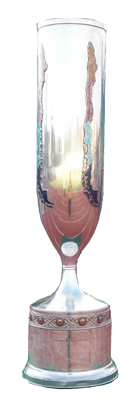
Troféu da Copa Chile.

A Copa Chile tem sido disputada tanto em sistema eliminatório (playoffs), quanto em sistema combinado de grupos e playoffs. Ao longo do tempo, recebeu diferentes denominações como Copa Polla Gol, Copa Digeder, Copa Preparación, etc.
Apesar de ser uma competição de interesse, ao longo do tempo não teve a mesma regularidade do Campeonato Chileno de Futebol, não tendo sido disputada em 22 temporadas (de 1963 a 1973, em 1976, 1977, 1997, 1999 e de 2001 a 2007). Em 1983 e 1989, ocorreram duas competições extras (Copa República e Copa Invierno, respectivamente), que são igualmente consideradas à parte na contagem de títulos, apesar de sua similaridade com a Copa Chile.
Em 2008, depois de quase uma década sem ser disputada, a Copa Chile voltou com formato renovado ao calendário do futebol chileno. Contou com a participação de clubes amadores e profissionais, tendo confrontos decididos em uma partida até a terceira fase e em campo neutro a partir das quartas de final. Essa edição da copa começou em julho de 2008 e terminou em fevereiro de 2009.

## Precursor
A Copa Chile teve como precursor o Campeonato de Apertura, competição com caráter na maior parte das vezes eliminatório simples (algumas vezes em formato de grupo único), mas de cunho diferente, para abertura da temporada, tendo sido disputada entre 1933 e 1950.

## Campeões
| Ano         | Campeão                                         | Vice-campeão                                    | Placar da final                                 |
| 2024        | Universidad de Chile                            | Ñublense                                        | 1 — 0                                           |
| 2023        | Colo-Colo                                       | Magallanes                                      | 3 — 1                                           |
| 2022        | Magallanes                                      | Unión Española                                  | 2 — 2 (7–6 pen.)                                |
| 2021        | Colo Colo                                       | Everton                                         | 2 — 0                                           |
| 2020        | não foi disputada devido à pandemia de COVID-19 | não foi disputada devido à pandemia de COVID-19 | não foi disputada devido à pandemia de COVID-19 |
| 2019        | Colo Colo                                       | Universidad de Chile                            | 2 — 1                                           |
| 2018        | Palestino                                       | Audax Italiano                                  | 1 — 0 3 — 2                                     |
| 2017        | Santiago Wanderers                              | Universidad de Chile                            | 3 — 1                                           |
| 2016        | Colo Colo                                       | Everton                                         | 4 — 0                                           |
| 2015        | Universidad de Chile                            | Colo Colo                                       | 1 — 1 (5–3 pen.)                                |
| 2014–15     | Universidad de Concepción                       | Palestino                                       | 3 — 2                                           |
| 2013–14     | Deportes Iquique                                | Huachipato                                      | 3 — 1                                           |
| 2012–13     | Universidad de Chile                            | Universidad Católica                            | 2 — 1                                           |
| 2011        | Universidad Católica                            | Magallanes                                      | 0 — 1 1 — 0 (4–2 pen.)                          |
| 2010        | Deportes Iquique                                | Deportes Concepción                             | 1 — 1 (4–3 pen.)                                |
| 2009        | Union San Felipe                                | Deportes Iquique                                | 3 — 0                                           |
| 2008–09     | Universidad de Concepción                       | Deportes Ovalle                                 | 2 — 1                                           |
| 2001 a 2007 | não foi disputada                               | não foi disputada                               | não foi disputada                               |
| 2000        | Universidad de Chile                            | Santiago Morning                                | 2 — 1                                           |
| 1999        | não foi disputada                               | não foi disputada                               | não foi disputada                               |
| 1998        | Universidad de Chile                            | Audax Italiano                                  | 1 — 1 2 — 0                                     |
| 1997        | não foi disputada                               | não foi disputada                               | não foi disputada                               |
| 1996        | Colo Colo                                       | Rangers                                         | 1 — 1 1 — 0                                     |
| 1995        | Universidad Católica                            | Cobreloa                                        | 4 — 2                                           |
| 1994        | Colo Colo                                       | O'Higgins                                       | 1 — 1 (3–2 pen.)                                |
| 1993        | Unión Española                                  | Cobreloa                                        | 3 — 1                                           |
| 1992        | Unión Española                                  | Colo Colo                                       | 3 — 1                                           |
| 1991        | Universidad Católica                            | Cobreloa                                        | 1 — 0                                           |
| 1990        | Colo Colo                                       | Universidad Católica                            | 3 — 2                                           |
| 1989        | Colo Colo                                       | Universidad Católica                            | 1 — 0                                           |
| 1988        | Colo Colo                                       | Unión Española                                  | 1 — 0                                           |
| 1987        | Cobresal                                        | Colo Colo                                       | 2 — 0                                           |
| 1986        | Cobreloa                                        | Fernández Vial                                  | 1 — 0 0 — 2 3 — 0                               |
| 1985        | Colo Colo                                       | Palestino                                       | 1 — 0                                           |
| 1984        | Everton                                         | Universidad Católica                            | 3 — 0                                           |
| 1983        | Universidad Católica                            | O'Higgins                                       | Quadrangular final                              |
| 1982        | Colo Colo                                       | Universidad Católica                            | Quadrangular final                              |
| 1981        | Colo Colo                                       | Audax Italiano                                  | 5 — 1                                           |
| 1980        | Deportes Iquique                                | Colo Colo                                       | 2 — 1                                           |
| 1979        | Universidad de Chile                            | Colo Colo                                       | 2 — 1                                           |
| 1978        | não foi disputada                               | não foi disputada                               | não foi disputada                               |
| 1977        | Palestino                                       | Unión Española                                  | 3 — 3 1 — 0                                     |
| 1976        | não foi disputada                               | não foi disputada                               | não foi disputada                               |
| 1975        | Palestino                                       | Lota Schwager                                   | 4 — 0                                           |
| 1974        | Colo Colo                                       | Santiago Wanderers                              | 3 — 0                                           |
| 1963 a 1973 | não foi disputada                               | não foi disputada                               | não foi disputada                               |
| 1962        | Luis Cruz Martínez                              | Universidad Católica                            | 2 — 1                                           |
| 1961        | Santiago Wanderers                              | Universidad Católica                            | 1 — 2 2 — 0                                     |
| 1960        | Deportes La Serena                              | Santiago Wanderers                              | 4 — 1                                           |
| 1959        | Santiago Wanderers                              | Deportes La Serena                              | 5 — 1                                           |
| 1958        | Colo Colo                                       | Universidad Católica                            | 2 — 2                                           |

## Títulos por equipe
| Equipe                    | Campeonatos | Títulos (por ano)                                                                   |
| ------------------------- | ----------- | ----------------------------------------------------------------------------------- |
| Colo-Colo                 | 14          | 1958, 1974, 1981, 1982, 1985, 1988, 1989, 1990, 1994, 1996, 2016, 2019, 2021 e 2023 |
| Universidad de Chile      | 6           | 1979, 1998, 2000, 2012–13, 2015, 2024                                               |
| Universidad Católica      | 4           | 1983, 1991, 1995, 2011                                                              |
| Deportes Iquique          | 3           | 1980, 2010, 2013–14                                                                 |
| Palestino                 | 3           | 1975, 1977, 2018                                                                    |
| Santiago Wanderers        | 3           | 1959, 1961, 2017                                                                    |
| Unión Española            | 2           | 1992, 1993                                                                          |
| Universidad de Concepción | 2           | 2008, 2014–15                                                                       |
| Cobreloa                  | 1           | 1986                                                                                |
| Cobresal                  | 1           | 1987                                                                                |
| Everton                   | 1           | 1984                                                                                |
| Luis Cruz Martínez        | 1           | 1962                                                                                |
| Magallanes                | 1           | 2022                                                                                |
| Unión San Felipe          | 1           | 2009                                                                                |

## Artilheiros
| Temporada | Goleador                                         | Clube                                           | Número de gols |
| 1958      | Adolfo Godoy Máximo Rolón                        | Universidad Católica Everton                    | 7              |
| 1959      | Juan Soto Mura José Sulantay Héctor Torres       | Colo-Colo Deportes La Serena Magallanes         | 6              |
| 1961      | Antolín Sepúlveda Carlos Hoffmann Mario Soto     | Rangers Santiago Wanderers Universidad Católica | 6              |
| 1974      | Óscar Fabbiani                                   | Unión San Felipe                                | 21             |
| 1979      | Luis Alberto Ramos                               | Universidad de Chile                            | 12             |
| 1980      | Fidel Dávila Miguel Ángel Neira                  | Deportes Iquique Universidad Católica           | 9              |
| 1981      | Leonardo Zamora Víctor Cabrera                   | Everton San Luis                                | 8              |
| 1982      | Luis Marcoleta Severino Vasconcelos              | Magallanes Colo-Colo                            | 8              |
| 1983      | Jorge Aravena                                    | Universidad Católica                            | 23             |
| 1984      | Aníbal González                                  | O'Higgins                                       | 11             |
| 1985      | Alfredo Núñez Luis Martínez                      | Palestino Curicó Unido                          | 11             |
| 1986      | Juan Carlos Letelier                             | Cobreloa                                        | 11             |
| 1987      | Iván Zamorano                                    | Cobresal                                        | 13             |
| 1988      | Ramón Pérez                                      | Palestino                                       | 17             |
| 1989      | Éric Lecaros                                     | Deportes Valdivia                               | 16             |
| 1990      | Adrián Czornomaz Aníbal González Gerardo Reinoso | Cobreloa O'Higgins Universidad Católica         | 13             |
| 1991      | Carlos Gustavo de Luca                           | O'Higgins                                       | 11             |
| 1992      | Marcelo Vega                                     | Unión Española                                  | 13             |
| 1993      | Cristián Montecinos                              | Deportes Temuco                                 | 15             |
| 1994      | Marcelo Salas Alejandro Glaría                   | Universidad de Chile Cobreloa                   | 12             |
| 1995      | Alberto Acosta                                   | Universidad Católica                            | 10             |
| 1996      | Fernando Vergara                                 | Colo-Colo                                       | 7              |
| 1998      | Alejandro Carrasco                               | Audax Italiano                                  | 5              |
| 2000      | Fernando Martel                                  | Santiago Morning                                | 7              |
| 2008      | Lucas Barrios Manuel Neira Gamadiel García       | Colo-Colo Unión Española Huachipato             | 4              |
| 2009      | Ángel Vildozo                                    | Unión San Felipe                                | 5              |
| 2010      | Matías Jara                                      | Huachipato                                      | 9              |
| 2011      | Claudio Latorre Paolo Frangipane                 | Magallanes Huachipato                           | 7              |
| 2012–13   | Matías Donoso Diego de Gregorio                  | Unión Temuco Barnechea                          | 8              |
| 2013–14   | Rodrigo Díaz                                     | Iquique                                         | 8              |
| 2014–15   | Carlos González Espinola Pedro Muñoz Zuñiga      | Magallanes Universidad de Concepción            | 8              |
| 2015      | Esteban Paredes Felipe Mora Muriel Orlando       | Colo Colo Audax Italiano Copiapó                | 7              |
| 2016      | Esteban Paredes                                  | Colo Colo                                       | 8              |

## Competições complementares à Copa Chile

### Campeonato de Apertura da Segunda Divisão do Chile
Em algumas temporadas, a Copa Chile foi disputada apenas por times da Primeira Divisão. Nestes casos, era realizada uma copa separada para os times da Segunda Divisão, chamada de Copa Apertura da Segunda Divisão (podendo ter outros nomes comerciais, como em 1987, quando foi chamada de Copa LAN Chile).
| Temporada | Campeão              | Vice-campeão          | Resultado       | Nome do troféu       |
| 1969      | Naval                | Ferroviarios          | 0 - 3 / 3 - 0   | Copa Isidro Corbinos |
| 1970      | San Antonio Unido    | Coquimbo Unido        | 4 - 0 / 1 - 2   | Copa Isidro Corbinos |
| 1971      | Ñublense             | Deportes Ovalle       | Sistema de liga | Copa Isidro Corbinos |
| 1973      | Deportes Aviación    | Ñublense              | 3 - 2           | Copa Isidro Corbinos |
| 1979      | Huachipato           | Deportes Ovalle       | 1 - 0           | Copa Polla Gol       |
| 1980      | San Luis             | Rangers               | 2 - 1           | Copa Polla Gol       |
| 1981      | Deportes Arica       | Santiago Morning      | 2 - 0           | Copa Polla Gol       |
| 1982      | Everton              | Colchagua             | 2 - 0           | Copa Polla Gol       |
| 1983      | Huachipato           | San Luis              | 2 - 1           | Copa Polla Gol       |
| 1984      | Iberia               | Curicó Unido          | 2 - 1 / 3 - 0   | Copa Polla Gol       |
| 1986      | O'Higgins            | Santiago Wanderers    | 2 - 1           | Copa Polla LAN Chile |
| 1987      | Deportes Temuco      | Deportes La Serena    | Sistema de liga | Copa LAN Chile       |
| 1990      | Deportes Antofagasta | Deportes Puerto Montt | 2 - 1           | Copa Apertura        |

#### Títulos por clube
| Clube                 | Campeão | Vice-campeão | Temporadas  |
| Huachipato            | 2       | 0            | 1979 e 1983 |
| Ñublense              | 1       | 1            | 1971        |
| San Luis              | 1       | 1            | 1980        |
| Ñaval                 | 1       | 0            | 1969        |
| San Antonio Unido     | 1       | 0            | 1970        |
| Deportes Aviación     | 1       | 0            | 1973        |
| Deportes Arica        | 1       | 0            | 1981        |
| Everton               | 1       | 0            | 1982        |
| Iberia                | 1       | 0            | 1984        |
| O'Higgins             | 1       | 0            | 1986        |
| Deportes Temuco       | 1       | 0            | 1987        |
| Deportes Antofagasta  | 1       | 0            | 1990        |
| Deportes Ovalle       | 0       | 2            | -           |
| Ferroviarios          | 0       | 1            | -           |
| Coquimbo Unido        | 0       | 1            | -           |
| Rangers               | 0       | 1            | -           |
| Santiago Morning      | 0       | 1            | -           |
| Colchagua             | 0       | 1            | -           |
| Curicó Unido          | 0       | 1            | -           |
| Santiago Wanderers    | 0       | 1            | -           |
| Deportes La Serena    | 0       | 1            | -           |
| Deportes Puerto Montt | 0       | 1            | -           |

### Copa República de 1983
Durante 1983, foi jogada uma competição eliminatória local complementar à Copa Chile, que naquele ano foi jogada com o nome de Copa Polla Gol. Tal competição complementar foi chamada Copa República (oficialmente, Copa de la República). O objetivo deste torneio envolvendo equipes da Primeira Divisão era premiar os melhores colocados com bonificações em pontos a serem usadas no Campeonato Nacional. Ainda que correspondesse ao calendário futebolístico de 1983, a Copa República foi disputada entre 10 de janeiro e 7 de março de 1984. O campeão foi a equipe da Universidad Católica, que derrotou o Club de Deportes Naval na final por 1 a 0, com um gol de Juan Ramón Issasi.
Desta maneira, a UC ganhou 2 pontos de bonificação, enquanto que Naval, finalista derrotado, Iquique e Santiago Wanderers, os semifinalistas derrotados, obtiveram 1 ponto de bonificação no Campeonato.
| Temporada | Campeão              | Vice-campeão | Resultado | Nome do troféu |
| 1983      | Universidad Católica | Naval        | 1 - 0     | Copa República |

#### Títulos por clube
| Clube                | Campeão | Vice-campeão | Temporadas |
| Universidad Católica | 1       | 0            | 1983       |
| Naval                | 0       | 1            | -          |

### Copa Invierno de 1989
A Copa Invierno de 1989 foi uma competição disputada durante o recesso que teve o Campeonato Chileno devido à participação da seleção chilena na Copa América, no Brasil, e posteriormente nas eliminatórias para a Copa do Mundo de 1990, frente ao Brasil e à Venezuela. Tal situação motivou a Associação Central de Fútbol, em conjunto com os clubes da primeira divisão, a organizar um campeonato que mantivesse ativas as equipes durante o dito recesso, como contava a Revista Deporte Total em sua edição de 22 de agosto de 1989.
O formato da competição dividiu as 16 equipes da primeira divisão em 4 grupos de quatro. Os ganhadores de cada grupo classificavam-se à fase seguinte, em formato eliminatório simples até a final do torneio. O campeão foi a Unión Española, que derrotou a equipe do Huachipato por 2 a 0 na final jogada no Estádio Santa Laura. Depois de ganhar a copa, os hispanos quebraram um tabu de falta de títulos que vinha desde 1977, ano de sua última conquista de campeonato nacional até aquela data.
| Temporada | Campeão        | Vice-campeão | Resultado | Nome do troféu |
| 1989      | Unión Española | Huachipato   | 2 - 0     | Copa Invierno  |

#### Títulos por clube
| Clube          | Campeão | Vice-campeão | Temporadas |
| Unión Española | 1       | 0            | 1989       |
| Huachipato     | 0       | 1            | -          |